# Tujes

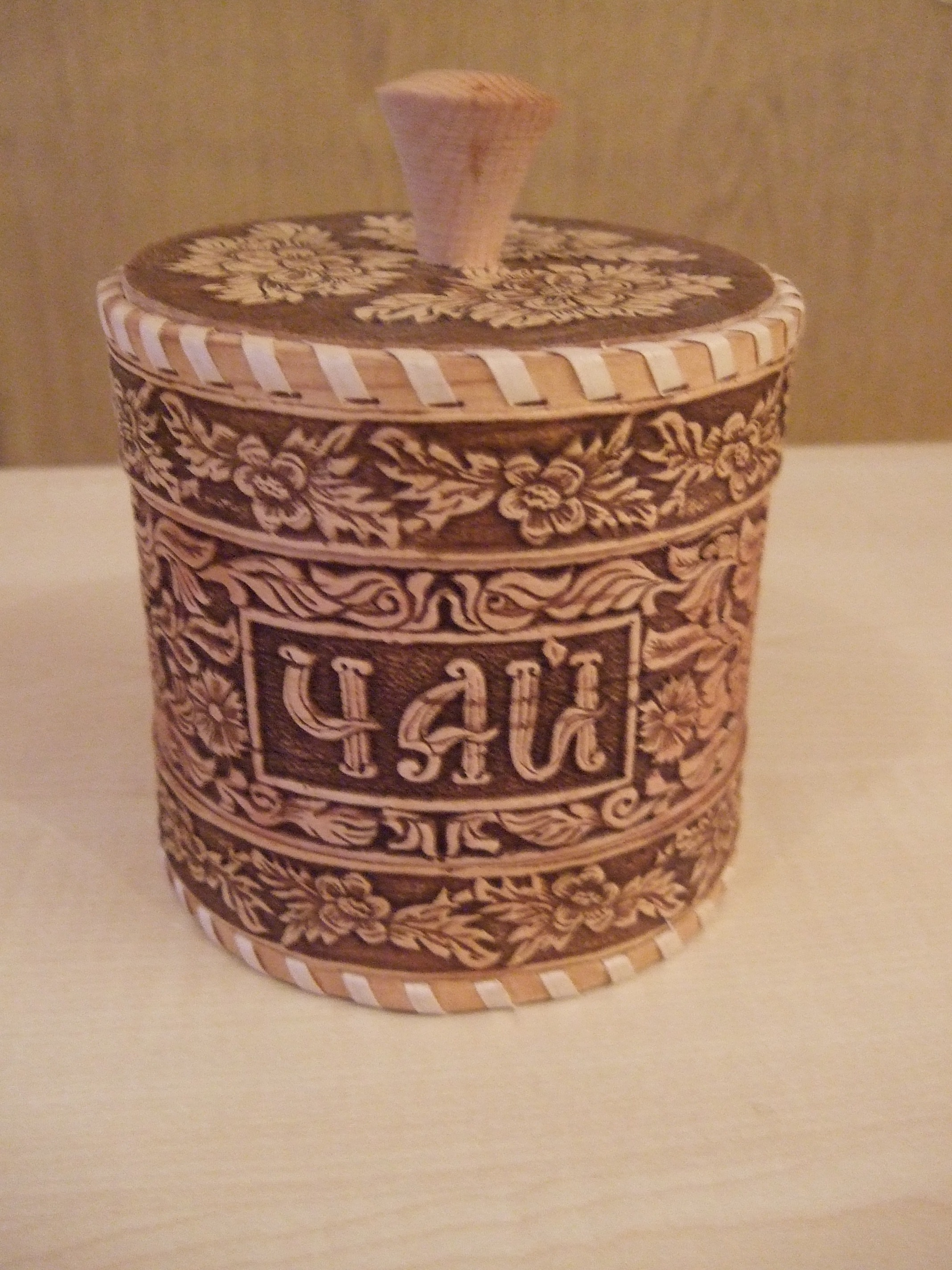
Tujes zur Aufbewahrung von Tee

Die Tujes oder Tujesok (russisch Туес/Туесок) sind aus Russland stammende, aus Birkenrinde gefertigte zylindrische Vorratsbehälter mit fest schließendem Deckel. Für die Herstellung wird die oberste Schicht der Birkenrinde verwendet. Diese zeichnet sich dadurch aus, dass sie isolierend gegenüber Keimen, Wärme und Feuchtigkeit wirkt. Außerdem ist das Material leicht und einfach zu verarbeiten. Tujes wurden bereits seit dem Altertum zur Aufbewahrung von Lebensmitteln wie Bier, Honig, Kwas, Fisch oder Beeren benutzt. Sie dienten sowohl als Reise- und Transportbehälter, als auch als Behältnisse zum Einlegen von Gurken und Pilzen. Mit der Industrialisierung wurden Tujes durch andere Aufbewahrungsbehälter ersetzt. Heute werden Tujes vor allem in russischen Souvenirgeschäften verkauft.